# Castle Rock (televíziós sorozat)
A Castle Rock amerikai sci-fi/rejtély/antológia sorozat, amelyet Sam Shaw és Dustin Thomason készítettek a Hulu számára. Az első epizód 2018. július 25-én mutatkozott be Amerikában. Magyar premierre 2018 augusztusában került sor, ekkor az HBO Go weblapján jelent meg az első négy epizód, magyar felirattal. Végül augusztus 26 óta az HBO3 is leadja a részeket, szinkronnal.

## Cselekmény
A sorozat Stephen King univerzumában játszódik. A kitalált Castle Rock nevű város már King számtalan regényében fontos szerepet játszott. Ez a műsor a fantasy és horror műfajok keveréke. Egy "lélektani" horrorsorozat, amely újragondolja King könyveinek jellegzetes, visszatérő témáit, miközben kapcsolódik is az író legikonikusabb történeteihez.

## Szereplők
| Szereplő               | Színész            | Magyar hang    |
| ---------------------- | ------------------ | -------------- |
| Molly Strand           | Melanie Lynskey    | Balsai Móni    |
| Alan Pangborn          | Scott Glenn        | Vass Gábor     |
| Henry Deaver           | André Holland      | Nagypál Gábor  |
| Jackie                 | Jane Levy          |                |
| Dale Lacy              | Terry O’Quinn      | Mertz Tibor    |
| A kölyök               | Bill Skarsgård     | Varju Kálmán   |
| Ruth Deaver            | Sissy Spacek       | Kiss Mari      |
| Dennis Zalewski        | Noel Fisher        | Hamvas Dániel  |
| Martha Lacy            | Frances Conroy     | Zsurzs Kati    |
| Porter börtönigazgató  | Ann Cusack         | Söptei Andrea  |
| Leanne                 | Phyllis Somerville | Horváth Zsuzsa |
| Boyd                   | Chris Coy          | Kovács Lehel   |
| Reeves                 | Josh Cooke         | Dévai Balázs   |
| Henry Deaver fiatalon  | Caleel Harris      |                |
| Ruth Deaver fiatalon   | Schuyler Fisk      |                |
| Dean Merrill           | Charlie Tahan      |                |
| Hadnagy                | Frank Ridley       | Holl Nándor    |
| Alan Pangborn fiatalon | Jeffrey Pierce     | Géczi Zoltán   |

## Epizódok
| Évad | Évad | Részek száma | Részek száma | Eredeti sugárzás  | Eredeti sugárzás     | Eredeti adó | Magyar sugárzás     | Magyar sugárzás   | Magyar adó |
| Évad | Évad | Részek száma | Részek száma | Évadbemutató      | Évadzáró             | Eredeti adó | Évadbemutató        | Évadzáró          | Magyar adó |
| ---- | ---- | ------------ | ------------ | ----------------- | -------------------- | ----------- | ------------------- | ----------------- | ---------- |
|      | 1.   | 10           | 10           | 2018. július 25.  | 2018. szeptember 12. | Hulu        | 2018. augusztus 26. | 2018. október 28. | HBO 3      |
|      | 2.   | 10           | 10           | 2019. október 23. | 2019. december 11.   | Hulu        | 2019. november 15.  | 2020. január 17.  | HBO        |

### 1. évad (2018)
| Sor. | Év. | Cím                             | Rendező             | Író                             | Premier                                  |
| ---- | --- | ------------------------------- | ------------------- | ------------------------------- | ---------------------------------------- |
| 1.   | 1.  | Fejetlenség (Severance)         | Michael Uppendahl   | Sam Shaw & Dustin Thomason      | 2018. július 25. 2018. augusztus 26.     |
| 2.   | 2.  | Habeas Corpus (Habeas Corpus)   | Michael Uppendahl   | Sam Shaw & Dustin Thomason      | 2018. július 25. 2018. szeptember 2.     |
| 3.   | 3.  | Helyi színek (Local Color)      | Dan Attias          | Gina Welch                      | 2018. július 25. 2018. szeptember 9.     |
| 4.   | 4.  | A doboz (The Box)               | Michael Uppendahl   | Scott Brown                     | 2018. augusztus 1. 2018. szeptember 16.  |
| 5.   | 5.  | Aratás (Harvest)                | Andrew Bernstein    | Lila Byock                      | 2018. augusztus 8. 2018. szeptember 23.  |
| 6.   | 6.  | A szűrő (Filter)                | Kevin Hooks         | Vinnie Wilhelm & Marc Bernardin | 2018. augusztus 15. 2018. szeptember 30. |
| 7.   | 7.  | Királynő (The Queen)            | Greg Yaitanes       | Sam Shaw                        | 2018. augusztus 22. 2018. október 7.     |
| 8.   | 8.  | Befejezett múlt (Past Perfect)  | Ana Lily Amirpour   | Mark Lafferty                   | 2018. augusztus 29. 2018. október 14.    |
| 9.   | 9.  | Henry Deaver (Henry Deaver)     | Julie Anne Robinson | Vinnie Wilhelm & Scott Brown    | 2018. szeptember 5. 2018. október 21.    |
| 10.  | 10. | A rómaiakhoz írt levél (Romans) | Nicole Kassell      | Dustin Thomason & Mark Lafferty | 2018. szeptember 12. 2018. október 28.   |

### 2. évad (2019)
| Sor. | Év. | Cím                                   | Rendező                | Író                                  | Premier                               |
| ---- | --- | ------------------------------------- | ---------------------- | ------------------------------------ | ------------------------------------- |
| 11.  | 1.  | Hadd zúgjon az ár (Let the River Run) | Greg Yaitanes          | Dustin Thomason                      | 2019. október 23. 2019. november 15.  |
| 12.  | 2.  | A kisemmizettek (New Jerusalem)       | Phil Abraham           | K'naan Warsame                       | 2019. október 23. 2019. november 22.  |
| 13.  | 3.  | Kötelékek (Ties that Bind)            | Anne Sewitsky          | Scott Brown & Obehi Janice           | 2019. október 23. 2019. november 29.  |
| 14.  | 4.  | Vörös virágok (Restore Hope)          | Phil Abraham           | Guy Busick & R. Christopher Murphy   | 2019. október 30. 2019. december 6.   |
| 15.  | 5.  | A víg kuckó (The Laughing Place)      | Anne Sewitsky          | Vince Calandra & Daria Polatin       | 2019. november 6. 2019. december 13.  |
| 16.  | 6.  | Feléled a remény (The Mother)         | Mark Tonderai-Hodges   | Daria Polatin & Vince Calandra       | 2019. november 13. 2019. december 20. |
| 17.  | 7.  | Az ige (The Word)                     | Loni Peristere         | Guy Busick & R. Christopher Murphy   | 2019. november 20. 2019. december 27. |
| 18.  | 8.  | Mocskos (Dirty)                       | Craig William Macneill | Michael Olsen & K. Corrine Van Vliet | 2019. november 27. 2020. január 3.    |
| 19.  | 9.  | Caveat Emptor (Caveat Emptor)         | Greg Yaitanes          | Scott Brown                          | 2019. december 4. 2020. január 10.    |
| 20.  | 10. | Tiszta (Clean)                        | Lisa Brühlmann         | Dustin Thomason & Michael Olsen      | 2019. december 11. 2020. január 17.   |

## Közvetítés
Amerikában a Hulu vetíti, Magyarországon az HBO sugározza az epizódokat.